# Crotalaria dolichantha
Crotalaria dolichantha är en ärtväxtart som beskrevs av Roger Marcus Polhill. Crotalaria dolichantha ingår i släktet sunnhampor, och familjen ärtväxter. Inga underarter finns listade i Catalogue of Life.